# Pugilato agli XI Giochi del Mediterraneo
La competizione di Pugilato agli XI Giochi del Mediterraneo ha previsto 12 gare, tutte maschili.

## Risultati
| Evento  | Oro                     | Argento                  | Bronzo                                              |
|         |                         |                          |                                                     |
| 48 kg   | Mohamed Haloun          | Mohamed Zbir             | Rafael Lozano Munoz Panagiotis Tsamis               |
| 51 kg   | Soner Karagöz           | Abdellah Kouzibra        | Chiheh Yacine Ahmed Ben Hedhil Zay                  |
| 54 kg   | Agathangelos Tsiripidis | Oscar Vega               | Mohamed Achik Mammadi Chargui                       |
| 57 kg   | Ljubisa Simic           | Vahdettin İşsever        | Oscar García Achik Abdelhak                         |
| 60 kg   | . Kamal Marjouan        | Bruno Wartelle           | Ioannis Grigoreas Vincenzo Bevilacqua               |
| 63,5 kg | Mayez Khanji            | Michele Piccirillo       | Stephane Cazeaux Ioannis Ioannidis                  |
| 67 kg   | Saïd Bennajem           | Mohamed A. Abdel-Ghani   | Francisco Javier Martínez Fernández Adriano Offreda |
| 71 kg   | Ghayath Tayfour         | Mustafa Ilir             | A.K. Salem Kabary Kadir Aydın                       |
| 75 kg   | Ahmed Dime              | Dragomir Poleksic        | Dimitrios Motsakos Tommaso Russo                    |
| 81 kg   | Patrice Aouissi         | Roberto Castelli         | Abdel-Fattah Abdel-Base Jorge Sendra                |
| 91 kg   | Željko Mavrović         | Georgios Stefanopoulos   | . M.A Ibrahim Mohamed Fabio Pignataro               |
| +91 kg  | Mohamed Abdine Ahmad    | Mohamed Abdel-Baset Ihab | Ahmed Sarir Erdal Sarıkaş                           |

## Medagliere
| Posizione | Paese      |    |    |    | Totale |
| --------- | ---------- | -- | -- | -- | ------ |
| 1         | Siria      | 3  | 0  | 0  | 3      |
| 2         | Jugoslavia | 2  | 2  | 0  | 4      |
| 3         | Francia    | 2  | 1  | 1  | 4      |
| 4         | Algeria    | 2  | 0  | 1  | 3      |
| 5         | Marocco    | 1  | 2  | 3  | 6      |
| 6         | Grecia     | 1  | 1  | 4  | 6      |
| 7         | Turchia    | 1  | 1  | 2  | 4      |
| 8         | Italia     | 0  | 2  | 4  | 6      |
| 9         | Egitto     | 0  | 2  | 3  | 5      |
| 10        | Spagna     | 0  | 1  | 4  | 5      |
| 11        | Tunisia    | 0  | 0  | 2  | 2      |
| Totale    | Totale     | 12 | 12 | 24 | 48     |